# 校色
校色或学校代表色，是学校所确定的代表此校的颜色。为避免在校际比赛中因两校校色相同难以区别，多数学校通常会选择两种或以上的校色。

## 颜色
学校的校色通常为两种，四种及以上的则较为罕见，颜色通常有常见颜色（包括橙色、紫色、蓝色、红色、绿色等）和金属色（包括黑色、白色、银色、金色等）。
一些学校会在常见颜色和金属色中各选择一种为校色，也有一些学校两种校色均从常见颜色或金属色中选择。
有时，一些学校为与他校明显区分，也会专门确定特定的色值，用一些罕见的颜色作为校色。如浙江大学的校色主色调为“求是蓝”，北京大学的校色为“北大红”，这些颜色在日常生活中并不常见。

## 用途
学校的校名标准字体、校徽、校旗等的颜色通常以校色为主。学校的网站，毕业典礼时礼堂的布置，校园的装饰，也经常使用校色作为主色调。
体育比赛中，校队制服通常使用校色作为主要颜色。使用何种校色也有讲究，美国学校的美式足球队在主场通常使用第一校色。而篮球队通常则相反，在主场穿上白色，作客才穿上校色。学校的啦啦队也经常使用校色作为制服的主要颜色。

## 部分大学校色

### 美国
- 哈佛大学：緋红[1]
- 耶鲁大学：耶鲁蓝[2]
- 普林斯顿大学：橘黄色 黑
- 哥伦比亚大学：哥大蓝 白
- 斯坦福大学：血红色白
- 芝加哥大学：栗色白
- 西北大学：紫色白
- 宾夕法尼亚大学：红色蓝色
- 德克萨斯大学：橙色白
- 莱斯大学：灰色蓝色
- 普渡大学：古金色黑
- 印第安纳大学：奶油色绯红
- 约翰霍普金斯大学：蓝黑古金色
- 密歇根大学：玉米黄密歇根蓝
- 杜克大学：杜克蓝白
- 北卡罗来纳大学：北卡蓝白
- 俄亥俄州立大学：鲜红灰色
- 塔夫茨大学：塔夫茨蓝灰色
- 密歇根州立大学：绿色白
- 爱荷华大学：金黄黑
- 威斯康辛大学：枢机红白
- 伊利诺伊大学：蓝色橙色
- 宾夕法尼亚州立大学：皇家蓝珍珠白
- 路易斯安那州立大学：古金色紫色
- 弗吉尼亚大学：橘黄色海军蓝
- 阿拉巴马大学：绯红白
- 圣母大学：海军蓝 金
- 马里兰大学：黑 金红白
- 迈阿密大学：橘黄色绿色白
- 麻省理工学院：红深灰色浅灰色
- 康奈尔大学：玉红白
- 俄克拉何马州立大学：橘黄色白
- 罗格斯大学：鲜红白黑
- 俄勒冈大学：绿色黄色
- 华盛顿大学：紫色金色灰色
- 达特茅斯学院：达特茅斯绿白
- 密苏里大学：黑密苏里金
- 范德比尔特大学：黑维加斯金
- 亚利桑那大学：蓝色红色
- 亚利桑那州立大学：红色黄色
- 科罗拉多大学：下金色灰色
- 俄克拉荷马大学：绯红奶油色
- 理海大学：棕色白
- 堪萨斯大学：堪萨斯蓝堪萨斯红
- 堪萨斯州立大学：尊贵紫白
- 奥本大学：桦色海军蓝
- 布朗大学：深褐色枢机红白
- 内布拉斯加大学：鲜红奶油色
- 德克萨斯农机大学：白栗色
- 加州大学伯克利分校：蓝色伯克利金
- 加州大学圣塔芭芭拉分校：太平洋蓝UCSB高乔金
- 加州大学戴维斯分校：戴维斯农家蓝戴维斯金
- 加州大学洛杉矶分校：UCLA蓝UCLA金
- 克莱姆森大学：克莱姆森橙色王权紫

### 英国
- 牛津大学：牛津蓝[3]
- 剑桥大学：剑桥蓝[4]
- 爱丁堡大学：大学红大学蓝[5]
- 倫敦大學學院：紫 藍[6]
- 倫敦國王學院：國王紅 藍[7]

### 日本
- 东京大学：淡青
- 京都大学：浓青
- 早稻田大学：胭脂色
- 庆应义塾大学：黄色 蓝色 红色
- 九州大学：酒红
- 东北大学：紫色 黑色
- 大阪大学：天蓝色
- 北海道大学：绿色
- 名古屋大学：浓绿
- 学习院大学：绀色
- 关西大学：紫绀
- 关西学院大学：KG蓝 白色 黄色

### 臺灣
- 國立臺灣大學：磚红色金黃色
- 國立臺灣師範大學：師大紅 師大藍
- 國立清华大学：清華紫 白
- 國立陽明交通大學：群青
- 國立成功大學：成大紅
- 國立政治大學：青色紅色白色
- 國立中央大学：紫 金
- 國立中興大學：藍色
- 國立臺灣科技大學：藍色
- 國立金門大學：橙橘色白色
- 逢甲大學：酒紅色
- 東吳大學：黑色紅色
- 輔仁大學：金白色
- 中國文化大學：灰色 黃色
- 南臺科技大學：   红色   藍色
- 大仁科技大學：紫色  绿色  橘黄色
- 台北海洋技術學院：
- 義守大學：紫色

### 香港
- 香港大學：深綠色
- 香港科技大學：金色藍色
- 香港城市大學：酒紅色
- 香港中文大學：紫色金色
- 香港理工大學：理大紅理大灰
- 香港浸會大學：藍色
- 嶺南大學：紅色灰色
- 香港公開大學：藍色綠色
- 香港教育大學：橙色綠色
- 香港恒生大學：啡色綠色

### 澳門
- 聖若瑟大學 ：  紫色橙色
- 澳門科技大學： 蓝色黄色
- 澳門城市大學 ：  城大绿
- 澳門旅遊大學 ：  橘黄色
- 澳門理工大學 ：  绿色
- 澳門大學 ：  藍色紅色金色

### 中国大陆

#### 北京市
- 北京大学：北大红[8]
- 清华大学：紫 白
- 北京体育大学：体大红

#### 天津市
- 南开大学：青莲紫
- 天津大学：北洋蓝[9]

#### 河北省
- 河北农业大学：农大绿 农大蓝 金茶黄

#### 上海市
- 复旦大学：复旦蓝 复旦红[10]
- 上海交通大学：交大红 [11]
- 上海外国语大学：上外蓝 （辅助色）[12]

#### 江蘇省
- 南京大学：紫
- 东南大学：金 青
- 常州大学：常大红[13]

#### 浙江省
- 浙江大学：求是蓝创新红[14]

#### 安徽省
- 中国科学技术大学：蓝

#### 福建省

##### 福州市
- 福州大學：福大红 牆瓦白
- 福建師範大學：师大红
- 福建醫科大學：醫大藍
- 福建中醫藥大學：赭红

##### 廈門市
- 厦门大学： 蓝 白

#### 湖北省
- 武汉大学：青 紫
- 华中科技大学: 华中大蓝 华中大红[15]

#### 四川省
- 四川大学： 锦绣红优雅灰[16]
- 电子科技大学: 银杏黄
- 西南财经大学:西财蓝  白[17]

#### 重慶市
- 重庆大学：红色蓝色

#### 陝西省
- 西北农林科技大学：绿色

#### 甘肅省
- 兰州大学：蓝黑

#### 黑龍江省
- 哈尔滨工业大学：航天蓝功夫红

#### 湖南省
- 湖南師範大學：麓山楓紅白

#### 山東省
- 山东大学：山大红[18]
- 山东第一医科大学： [19]

#### 遼寧省
- 大连海事大学：海大蓝（深）海大蓝（浅）[20]